# Велике (Ленінградська область)
Велике (до 1948 Тапіола, фін. Tapiola) — селище в Виборзькому районі  Ленінградської області. Входить до складу  Селезньовського сільського поселення.
Розташоване на березі озера  Велике.
Колишнє фінське село, до 1939 року входило до складу волості Сяккіярві  Виборзької губернії  Фінляндії як частина села Ала Хяме. Перейменоване в 1948. Перейменування затверджено Указом Президії Верховної Ради РРФСР від 13 січня 1949 року. Поштовий індекс - 188908.

## Населення
| 2007 | 2010 | 2017 |
| ---- | ---- | ---- |
| 79   | ↗93  | ↗97  |